# Histoire du Tango

L' Histoire du Tango est l'une des compositions les plus célèbres de musique de tango du compositeur Ástor Piazzolla, initialement composée pour flûte et guitare en 1985 (publiée en 1986),. Elle est souvent jouée avec différentes combinaisons, en particulier le violon substituant la flûte, et aussi la harpe ou le marimba remplaçant la guitare.
Piazzolla a consacré sa vie à faire passer le tango des bordels et des salles de danse d'Argentine aux salles de concert d'Europe et d'Amérique. Il fait partie du groupe étonnamment varié de compositeurs qui, grâce à l'enseignement de Nadia Boulanger, ont pu devenir plus authentiques. Nadia Boulanger - doyenne du grand art européen - a encouragé Piazzolla à ne pas devenir un autre compositeur de style européen, mais à appliquer au tango les leçons tirées de ses études avec elle. L' Histoire du Tango de Piazzolla est sa seule œuvre pour flûte et guitare - les instruments associés à la première émergence de la forme, à Buenos Aires en 1882.
L' Histoire du Tango tente de transmettre l'histoire et l'évolution du tango en quatre mouvements : Bordello 1900, Café 1930, Nightclub 1960, et Concert d'Aujourd'hui....

## Contexte historique
En 1980, Piazzolla a écrit Cinco piezas para guitarra. Laura Escalada rappelle que Piazzolla était captivé par l'instrument et qu'il souhaitait réaliser une œuvre pour flûte et guitare. Le compositeur utilisait déjà la flûte dans ses compositions depuis 1963, c'était donc une option pour le morceau qu'il avait en tête. En outre, la flûte, ainsi que le violon et la guitare, ont joué un rôle important dans les débuts du tango de la "Guardia Vieja".
En mai 1985, Piazzolla a composé Histoire du Tango, qui a été enregistré par le label Carrere Music en Belgique à l'automne 1985 et a été publié presque simultanément par un duo belge, composé de Marc Grauwels à la flûte et Guy Lukowski à la guitare. L'ouvrage a été publié en 1986 par les éditions Henry Lemoine.
Cette composition est devenue l'une des compositions les plus populaires pour le duo flûte et guitare.

## Structure
La pièce se compose de quatre mouvements :
1. Bordel 1900
2. Café 1930
3. Nightclub 1960
4. Concert d'aujourd'hui...

## Analyse

### Bordel 1900
Le premier mouvement décrit le tango dans ses origines, dans les maisons closes du début du XXe siècle. C'est dans ces lieux que le tango était joué et écouté. Ici, des mélodies provocantes avec un tempo rubato apparaissent. Le morceau est écrit avec un caractère vif mais élégant, et est décrit dans la partition comme molto giocoso. La flûte doit jouer les notes en staccato, et la guitare accompagne certains passages comme si elle était un instrument de percussion. L'ensemble du mouvement donne une impression de danse, et pour cela il a été composé en temps binaire, comme les tangos traditionnels de l'époque. Le morceau a également quelque chose d'une habanera, ce qui est perceptible dans les rythmes répétés de la guitare. Tout au long du mouvement, on demande aux interprètes d'exécuter des accents forts et faibles, comme c'est souvent le cas dans le tango.

### Café 1930
Le deuxième mouvement est une pièce pour écouter, et non pour danser, soulignant qu'à cette époque le tango s'était transformé, et avait acquis un caractère romantique, sensuel et lent. Ce mouvement comporte des mélodies sombres sur les deux instruments. La guitare commence par une base d'arpèges et d'ornements. La flûte entre avec une mélodie expressive, et la guitare continue à accompagner. La partition comporte des indications accelerando et rallentando, ainsi que des sections ad libitum, afin de donner une certaine liberté aux interprètes.

### Nightclub 1960
Dans le troisième mouvement, il est fait allusion à une nouvelle transformation du tango, ici fusionné avec la bossa nova brésilienne. À cette époque, le tango est entendu dans les boîtes de nuit. Dans ce mouvement apparaît une combinaison des mouvements précédents, utilisant des passages rythmiques et rapides, ainsi que des sections lentes et expressives. Au début, dans un tempo deciso (avec détermination) et ensuite commence la partie molto cantabile et tristemente. Une troisième section reprend le Tempo I (rapide), introduisant des techniques de jeu contemporaines sur la flûte, comme le jeu sans hauteur définie, les effets percussifs avec les clés, les harmoniques et autres attaques. De nouveau, une nouvelle section lente apparaît, ajoutant de doux glissandos, et finalement un retour au tempo rapide avec une coda et un final dramatique avec les deux instruments à l'unisson.

### Concert d'aujourd'hui
Le quatrième mouvement, dont le titre est en français, fait référence au tango des dernières décennies du XXe siècle (tango nuevo en particulier), lorsque Piazzolla composait des pièces de tango pour la salle de concert. Ce mouvement s'éloigne de la tonalité, il comporte donc une mélodie chromatique, des accents déplacés et un style jazzy à la flûte. Le mouvement est rapide, avec un sentiment de précipitation et quelques rythmes excentriques.

## Interprétation
« L' histoire du tango doit être interprétée librement et certainement pas de manière mathématique comme, par exemple, Jacques Ibert ou Ravel. Cette œuvre permet d'être interprétée de manière "sale". [...] Il voulait qu'il y ait plus de mouvement et beaucoup plus de libertés que ce qui était écrit dans la partition. [...] Il doit parfois être joué de manière lyrique dans les mouvements lents et de manière "sale", énergique, avec beaucoup d'accents et une certaine violence dans les parties rapides de l'œuvre. »

— Marc Grauwels, Interview, dont une version pour deux flûtes arrangée par Exequiel Mantega